# Чанъэ-5Т1
«Чанъэ-5Т1» (кит. упр. 嫦娥五号T1, пиньинь Cháng'é wǔhào T1), в китайской литературе называется Возвращаемый экспериментальный аппарат третьего этапа программы зондирования Луны (кит. упр. 探月工程三期再入返回飞行试验器)  — китайская автоматическая лунная станция (АМС) для испытаний возвращения на Землю с Луны спускаемого аппарата; в ходе миссии отрабатывался спускаемый аппарат для грядущей АМС «Чанъэ-5»
.
Космический аппарат состоял из служебного модуля на платформе «DFH-3A» и спускаемого аппарата.
АМС запущена 23 октября 2014 года.
Станция, как и предыдущие, носит имя китайской богини Луны Чанъэ.
Китайская Народная Республика стала третьей после СССР и США страной, выполнившей возвращение аппарата, который облетел Луну и двигался со скоростью близкой ко второй космической.

## Полёт
Лунная станция запущена 23 октября 2014 года в 18:00 UTC с помощью ракеты-носителя «Чанчжэн-3C» с космодрома «Сичан» в провинции Сычуань.
После выхода станции на переходную орбиту 209 км в перигее и 410 тыс. км в апогее были проведены две коррекции.
28 октября примерно в 19:40 по пекинскому времени станция завершила облёт Луны и приступила к возвращению на Землю.
31 октября 2014 года в 21:53 UTC спускаемый аппарат отделился от служебного модуля, в 22:13 вошёл в атмосферу со скоростью близкой к 11,2 км в сек. и в 22:42 совершил мягкую посадку в хошуне Сыцзыван автономного района Внутренняя Монголия.
1 ноября, после расстыковки с возвращаемым аппаратом, служебный модуль был выведен на орбиту с перигеем 600 км и апогеем 540 000 км. 
9 ноября в апогее и 17 ноября в перигее были выполнены коррекции орбиты. 
21 ноября состоялась ещё одна коррекция, после которой 23 ноября аппарат прошел вблизи Луны и 27 ноября был выведен на орбиту типа Лиссажу вокруг точки Лагранжа L2 с отклонением от неё в пределах 20 000 км по оси X, 40 000 км по оси Y и 35 000 км по оси Z с периодом 14 суток.
Планировалось, что служебный модуль пробудет некоторое время в этой точке, затем выйдет на орбиту вокруг Луны, с целью отработки навигации и маневрирования для будущих полётов автоматических станций. Планируемый срок эксплуатации — до мая 2015 года.
Также, служебный модуль лунного спутника провёл ряд экспериментов по воздействию облучения на бактерии и растения за пределами околоземной орбиты.
Запуск автоматической станции «Чанъэ-5» для доставки грунта с Луны, следующей части лунной программы Китая, произошёл 23 ноября 2020 года.
Астроном Билл Грей предсказал столкновение космического аппарата с Луной. Он заявил, что это может быть ракета-носитель третьей ступени Chang’e 5-T1, запущенная в 2014 году. 4 марта 2022 произошло столкновение, на Луне образовался кратер диаметром 10—20 метров. Это первый в истории известный случай непреднамеренного столкновения космического аппарата с Луной.

## 4M (Manfred Memorial Moon Mission)
Одновременно был запущен космический аппарат, разработанный и изготовленный LuxSpace — подразделением германской компании OHB System, расположенным в Люксембурге. Аппарат назван 4M (Manfred Memorial Moon Mission) в память об основателе компании, профессоре Манфреде Фуксе (1938—2014). Аппарат 4M прикреплён к последней ступени ракеты-носителя, которая облетит Луну и вернётся к Земле.
Аппарат массой 14 кг содержал два научных прибора. 
Первый — радиомаяк для испытания нового способа определения местоположения корабля (радиолюбители поощряются призами при приёме сигнала и пересылке результатов в LuxSpace). 
Второй — дозиметр испанской компании iC-Málaga, который непрерывно измеряет уровень излучения на всем протяжении окололунного пути. 
Аппарат стал первой частной лунной АМС.[прояснить]